# Ill Bill
Ill Bill, pseudonimo di William Braunstein (Brooklyn, 14 luglio 1972), è un rapper e produttore discografico statunitense.
È membro dei gruppi rap La Coka Nostra, Heavy Metal Kings ed ex membro dei Non Phixion. È il fratello maggiore del mc e beatmaker Necro, più piccolo di lui di 4 anni.

## Biografia

### Origini
Sin da adolescente si interessa di musica, suona il basso e canta nel gruppo metal Injustice. Incomincia la propria carriera da MC scrivendo pezzi ispirati a Satana e migliorando nel tempo le proprie liriche. Riesce a guadagnare immediatamente i consensi e l'appoggio dei fan dell'Hip hop locali già verso la fine degli anni '80.

### Carriera
Nel 1991 gli viene proposto un contratto da parte di Chuck Chillout, ma la proposta non si rivela abbastanza vantaggiosa per il rapper. Inizia una breve militanza nei Non Phixion, gruppo fondato nel 1995 da MC Serch e composto anche da Sabac Red, Goretex e DJ Eclipse. I Non Phixion diventano uno tra i gruppi più gettonati e in voga all'interno del circuito newyorkese del rap hardcore underground: dopo essere giunti all'apice della popolarità sotterranea, i membri iniziano ad intraprendere carriere soliste. Bill fonda l'etichetta Uncle Howie Records ma registra sotto la Psycho+Logical-Records, etichetta di Necro. I due si aiutano reciprocamente, anche perché Necro è un produttore dotato di grandi potenzialità. Bill realizza alcune autoproduzioni: il singolo How To Kill A Cop e Ill Bill Is The Future. Nel 2003 con il fratello realizza Street Villains, eccentrico album hardcore violento e dai toni splatter. A seguire Early Years- Rare Demos 1991-94, Howie Made Me To Do It e What's Wrong With Bill, dalla copertina in stile Marvel. Tra i pezzi maggiormente rappresentativi spiccano What's Wrong o The Anatomy Of A School Shooting. I brani sono costituiti da beat ben scanditi su cui la sua voce galoppa cruda e rauca. Tra le persone che hanno maggiormente collaborato con lui ricordiamo DJ Muggs, T-Ray, DJ Lethal, DJ Premier, Vinnie Paz, Raekwon, Jeru the Damaja, Sean Price, Crooked I e tanti altri. Attualmente Ill Bill è in militanza nei collettivi La Coka Nostra, formato da membri del calibro di Danny Boy, Mr.White, Everlast, Slaine, Big Left e DJ Lethal e tanti altri produttori e artisti ben noti nella scena newyorkese e Heavy Metal Kings con i rapper Vinnie Paz e Goretex, ex componente anch'egli del gruppo dei Non Phixion

## Discografia

### Solista
- 2004 - What's Wrong with Bill?
- 2008 - The Hour of Reprisal
- 2013 - The Grimy Awards

### Con Necro
- 2003 - Street villains vol.1
- 2005 - Street villains vol.2

### Con Non Phixion
- 2000 - The Past, The Present, And The Future Is Now
- 2002 - The Future Is Now
- 2004 - The Green CD/DVD

### Con Circle Of Tyrants
- 2005 - The Circle Of Tyrants

### Con La Coka Nostra
- 2009 - A Brand You Can Trust
- 2012 - Masters of the Dark Arts

### Con Vinnie Paz
- 2011 - Heavy Metal Kings
- 2014-2017 - Black God White Devil

### Collaborazioni
- 2000 - Various Def Jux Presents... (1 Traccia)
- 2000 - Necro I Need Drugs (2 tracce)
- 2001 - Necro Gore Days (2 tracce)
- 2001 - The Arsonists Past, Present, And Future (1 Traccia)
- 2001 - Necro Rare Demos And Freestyles Vol. 1 (5 tracce)
- 2001 - Necro Rare Demos And Freestyles Vol. 2 (2 tracce)
- 2002 - El-P Fantastic Damage (1 Traccia)
- 2002 - DJ JS-1 Ground Original (1 Traccia)
- 2002 - The Beatnuts The Originators (1 Traccia)
- 2003 - Necro Rare Demos And Freestyles Vol. 3 (1 tracce)
- 2003 - Various Rugged Radio Saturday (2 tracce)
- 2003 - Jedi Mind Tricks Visions Of Gandhi (1 Traccia)
- 2004 - Mr. Hyde Barn Of The Naked Dead (4 tracce)
- 2004 - Sabac Red Sabacolypse (A Change Gon' Come) (1 Traccia)
- 2004 - Goretex The Art Of Dying (1 Traccia)
- 2004 - Necro The Pre-Fix For Death (1 Traccia)
- 2004 - Q-Unique Vengeance Is Mine (2 tracce)
- 2005 - Dirty Circus & Friends Present... Over Easy (1 Traccia)
- 2005 - Onry Ozzborn In Between (1 Traccia)
- 2005 - Necro The Sexorcist (3 tracce)
- 2005 - MF Grimm American Hunger (1 Traccia)
- 2005 - Verbal Kent Move With The Walls (1 Traccia)
- 2005 - Jedi Mind Tricks Servants In Heaven, Kings In Hell (1 Traccia)
- 2006 - Mc Lars The Graduate (1 Traccia)
- 2006 - DJ G.I. Joe Underworld Vol. 2 (1 Traccia)
- 2007 - Necro Death Rap (1 Traccia)
- 2007 - Blue Sky Black Death Dirtnap (1 Traccia)
- 2007 - Killa Sha God Walk On Water (1 Traccia)
- 2007 - Sicknature Honey I'm Home (1 Traccia)
- 2007 - Big Noyd Presents: The Co-Defendants Vol. 1 (1 Traccia)
- 2007 - Al Tarba Rap, Ultraviolins And Beatmaking (2 tracce)
- 2007 - Blue Sky Black Death & Hell Razah Razah's Ladder (1 Traccia)
- 2007 - Special Teamz Stereotypez (2 Traccia)
- 2007 - Styles P The Ghost Sessions (1 Traccia)
- 2007 - DJ G.I. Joe Underworld Vol. 3 (1 Traccia)
- 2008 - Snowgoons Black Snow (1 Traccia)
- 2008 - Brooklyn Academy Bored Of Education (1 Traccia)
- 2008 - Mr. Hyde Chronicles Of The Beast Man (1 Traccia)
- 2008 - Eric Bobo Meeting Of The Minds (1 Traccia)
- 2008 - Necro Origins (3 tracce)
- 2008 - King Syze The Labor Union (1 Traccia)
- 2008 - Sabac Red The Ritual (2 tracce)
- 2008 - Al Tarba Blood Out Connections Vol. 1 (1 Traccia)
- 2009 - Verbal Kent & Kaz One Brave New Rap (1 Traccia)
- 2009 - Snowgoons German Snow (2 tracce)
- 2009 - DJ JS-1 Ground Original 2: No Sell Out (1 Traccia)